# Sidhe (empresa)
Sidhe (anteriormente conhecida como Sidhe Interactive) é uma desenvolvedora de jogos de video game localizada em Wellington, Nova Zelândia.
A empresa possui licença oficial de desenvolvimento pela Microsoft (Xbox, Xbox 360, Sony Computer Entertainment Europe (PlayStation, PlayStation 2, PlayStation 3 e PSP) e Nintendo of America (Game Boy Advance, Nintendo DS e Wii). É ainda membro co-fundador da Associação de desenvovledores de jogos da Nova Zêlandia. A empresa é a maior desenvolvedora da Nova Zelândia, oferencendo cerca de 70 empregos.

## Prêmios
- Award for Outstanding Industry Contribution
- Award for Best Handheld Game por GripShift
- Award for Best Level Design por GripShift
- Award for Best Game Design por GripShift
- TUANZ Interactive Games Award por NRL Rugby League
- TUANZ Overall Craft Award por NRL Rugby League

## Jogos desenvolvidos
- Speed Racer, (Wii, PS2, 2008)
- GripShift, (X360, 2007)
- GripShift, (PS3, 2007)
- Jackass: The Game,  (PSP, PS2, 2007)
- Melbourne Cup Challenge / Frankie Dettori Racing, (PC, Xbox, PS2, 2006)
- GripShift, (PSP, 2005)
- Rugby League 2, (PC, PS2, 2005) (Xbox, 2006)
- NRL Rugby League, (PC, Xbox, PS2, 2003)
- Adidas Football Fever, (PC Online Download, 2002)
- Frogmania Deluxe (PC Online Download)
- Wordjam Deluxe (PC Online Download)
- Barbie Beach Vacation, (PC, 2001)
- O'Neill Championship Surfer, (PlayStation, 2000)